# 山口茂 (経済学者)
山口 茂（やまぐち しげる、1893年（明治26年）3月5日 - 1974年（昭和49年）8月21日）は、日本の経済学者。金融論、経済学史等を専攻した。一橋大学名誉教授。

## 人物・経歴
神奈川県高座郡大和村（現・大和市）の地主の家に生まれる。暁星中学校を経て、1917年東京高等商業学校（現・一橋大学）本科卒業。1919年同校専攻部卒業。1921年から東京商科大学（現・一橋大学）附属商学部専門部助教授を務め、三浦新七、上田貞次郎のプロゼミに参加。1922年から銀行論の講義を担当し、佐野善作、高垣寅次郎の指導を受けた。1925年からイギリス、ドイツ帝国、フランス共和国、アメリカ合衆国に留学し、1927年に帰国すると東京商科大学助教授を兼任。
1929年から1941年まで横浜専門学校（現・神奈川大学）非常勤講師兼任。1936年東京商科大学教授兼東京商科大学附属商学部専門部教授。1940年経済学博士。1941年東京商科大学附属商業教員養成所主事、東京商科大学附属商学専門部主事。
太平洋戦争中、1944年に兼松講堂でピアニストの原智恵子を招き開かれた学徒出陣の出征学徒壮行会では、「諸君、どうか死なないでくれ」「戦争に勝っても負けても、国家が直ちに必要とするのは諸君なのだ」「何とか生き延びる方法を考えてもらいたい。その時間稼ぎのためには幹部候補生志願でも何でも良い、ぜひ方法を考えてほしい」などと、軍国主義の風潮に反する発言を行い、場内は静まり返ったという。
第二次世界大戦後は、連合国軍最高司令官総司令部の勧告を受けて1946年に大蔵省に設置された国家資力専門委員会会長に就任し、国民所得計算の検討などを行った。
1949年東京商科大学附属商学專門部長、東京商科大学附属商業教員養成所長。1950年一橋大学附属図書館長。同年日本基督教団国立教会で村田四郎より洗礼を受ける。1951年一橋大学商学部長・教授。1953年一橋大学長事務代理。1954年依願退官、一橋大学名誉教授、神奈川大学法経学部教授。1955年金利調整審議会委員。神奈川大学法経学部長、経済学部長、学校法人神奈川大学理事などを歴任した。
1966年、ジャン＝バティスト・セイの自筆の書き込みなどを含む洋書1316冊及び和書1078冊の蔵書を神奈川大学図書館に寄贈し、山口文庫として収蔵された。また、蔵書のうち、セイの書き込みがあるトマス・ロバート・マルサスからの献呈本『経済学の諸定義』、同じくセイの書き込みのある『経済学および課税の原理』の2冊は、一橋大学社会科学古典資料センターに収蔵された。
教育や私立大学振興などが評価され、1967年に勲三等旭日中綬章を受章。1969年、神奈川大学を退職。1974年従三位追陛。金融論、経済学史などを専攻し、指導学生に小泉明第7代一橋大学学長、長澤惟恭一橋大学名誉教授、吉川光治青山学院大学名誉教授、堀地史郎東京海上あんしん生命保険初代社長などがいる。

## 著書
- 『流通經濟の貨幣的機構 : 正統派經濟學を中心とする一般物價水準の理論的研究』巖松堂書店 1939年
- 『物價とインフレーション』日本評論社 1939年
- 『物價理論と統制經濟』東京銀行集會所 1942年
- 『價格水準の基本理論』巌松堂 1943年
- 『セイ『経済学』』春秋社 1948年
- 『價格水準の基本理論』巌松堂書店 1948年
- 『經濟學 : 經濟・財政・金融の綜合としての』新紀元社 1951年
- 『銀行論 3版』新紀元社 1954年
- 『物価』弘道館 1954年
- 『国際金融』春秋社 1957年
- 『経済循環と金融市場』東洋経済新報社 1963年
- 『金融の経済学 : 金融・財政と国民経済の基本関係』広文社 1966年
- 『恐慌史概説 : 金融理論における均衡と不均衡 増補版』勁草書房 1976年

## 関連文献
- 『寸陰是惜八十年 : 山口茂先生追悼記念集』東京 : 山口茂先生追悼記念集編纂委員会 1975年